# Train Kastner

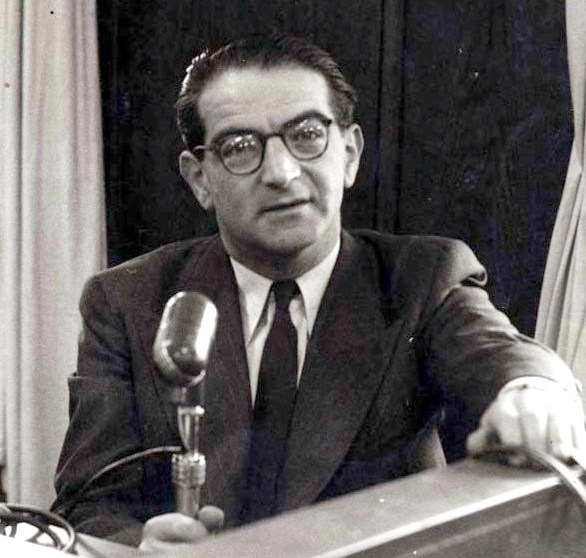
Rudolf Kastner en Israël, dans les années 1950.

Le train Kastner ou train ou transport Bergen-Belsen est un convoi ferroviaire de 35 wagons à bestiaux qui, le 30 juin 1944, quitte Budapest, alors sous occupation nazie, et transporte plus de 1 600 personnes juives d'abord à Bergen-Belsen puis en Suisse, en échange d'une énorme rançon.
Kastner a négocié avec Adolf Eichmann, officier SS allemand responsable de la déportation des juifs de Hongrie vers Auschwitz en Pologne occupée, pour obtenir la libération de quelque 1 700 personnes juives moyennant de l'or, des diamants et de l'argent liquide. Outre le Comité d'aide et de sauvetage, le bureau de l’Information (Tajekoztato Iroda) du judenrat participa à l'organisation du transport. Après un voyage de plusieurs semaines, où le train est détourné vers Bergen-Belsen en Allemagne, 1 670 passagers survivants parviennent en Suisse en août et décembre 1944.
Le train porte le nom de Rudolf Kastner (ou Kasztner), avocat et journaliste hongrois qui fait partie des fondateurs du Comité d'aide et de sauvetage, groupe basé à Budapest qui transportait discrètement des personnes juives hors d'Europe pendant la Shoah. Les négociations ayant abouti à ce sauvetage ont été très controversées après-guerre dans la communauté juive, et ont mené au procès Kastner et à son assassinat.

## Négociations pour un train de rescapés etTrucks for blood

Eichmann en 1942.

Se fondant sur l’exemple erroné de la Slovaquie, les dirigeants juifs hongrois acceptent de négocier. Pour les SS, il s’agit d’éviter les principales difficultés dans la déportation des juifs de Hongrie et de récupérer la plus grande part possible de leurs richesses. Certains dirigeants juifs en étaient conscients, mais pensaient pouvoir gagner du temps. Rudolf Kastner a vu les négociations concernant les 600 Juifs pourvus d‘un visa comme un test du sérieux des autres propositions des nazis.
Le 25 avril 1944, Adolf Eichmann propose de vendre 10 000 Juifs contre des camions et du matériel de guerre à Joel Brand,. Selon d’autres historiens, la rencontre a lieu pendant l'été 1944, et c’est le comité d'assistance qui voulait aboutir à un échange de 10 000 camions fournis à l'armée allemande via l'Agence juive par les Britanniques en échange du sauvetage d'un million de Juifs,. Eichmann demande, et le comité d’assistance accepte, des biens manquant à l’Allemagne : du savon (2 millions), 200 tonnes de thé, 800 tonnes de café, du tungstène, etc,,. Ces livraisons devaient, au départ des négociations, permettre d’envoyer 20 000 Juifs en Autriche plutôt qu’à Auschwitz. Les partisans de Kastner[Qui ?] soutiennent que cet accord sur le train faisait partie d'un projet beaucoup plus important de négociations pour sauver tous les Juifs hongrois[réf. nécessaire] : d'après Joël Brand, camarade de Kastner au Comité d'aide, Eichmann lui aurait proposé d'échanger « un million de Juifs hongrois contre 10 000 camions ». La proposition, dont la fiabilité demeure une question de spéculation selon l'historien Raul Hilberg — d'autres, comme l'historien Miroslav Kárný (en), considèrent que cette proposition fut un leurre, affirmant entre autres qu'il n'y avait déjà plus, à cette date, « un million de Juifs » dans le Reich — ; Raya Cohen le considère comme « irréalisable ». De même, la réponse à la question de savoir si c’est Eichmann qui a proposé le marché ou si c’est Kastner (comme l’écrit Leora Bilsky, partisane de Kastner.), dépend de quel témoignage, celui d’Eichmann ou de Kasztner, est privilégié.
Le 10 mai 1944, Kastner est arrêté par le Sipo-SD, à l’instigation de Brand et Bandi Grosz, avec qui il s’oppose à propos de la mission à Istanbul. Il est libéré deux jours plus tard. Le 15 mai, les déportations de masse des Juifs de Hongrie commencent. Le 17 mai, Brand et Grosz partent pour Istanbul via Vienne. Joël Brand, pris pour un espion, est arrêté par les Britanniques dès son arrivée à la gare d’Alep et expédié en prison au Caire, mais peut communiquer avec les responsables sionistes locaux, ce qui lui permet de transmettre un message à l’ambassadeur des États-Unis à Ankara, Laurence Steinhardt, également juif. Les négociations avec l’Agence juive ne peuvent continuer. Kastner décide alors de bluffer, et continue les négociations, faisant preuve de chutzpah selon Tivadar Soros,. Il rencontre Eichmann le 22 mai, qui lui confirme que 600 Juifs détenteurs de passeports palestiniens peuvent être sauvés,. En négociant, Kastner réussit à faire augmenter ce nombre à 1 685 Juifs, contre plusieurs conditions :
- le versement d'une somme de 1 000 à 2 000 dollars par personne sauvée ;
- le secret sur l’opération, qui garantissait aux SS de pouvoir mener leurs opérations de déportation dans le calme, en évitant un épisode semblable à l’insurrection du ghetto de Varsovie[2].

Pendant ces négociations, les déportations de Juifs continuent à un rythme de 12 000 par jour.
La plupart des passagers ne peuvent pas se procurer une telle somme,. Aussi Kastner a mis aux enchères 150 places pour des Juifs fortunés de façon à payer les places pour les autres. En plus, l'officier SS Kurt Becher, l'envoyé d'Heinrich Himmler, insiste pour que 50 sièges soient réservés aux familles de personnes qui lui ont versé de l'argent personnellement afin d'obtenir de sa part certaines faveurs, moyennant la somme de 25 000 dollars par personne. Becher lors des négociations réussit aussi à augmenter le prix de la place de 1 000 à 2 000 dollars. Le montant total de la rançon est estimé par la communauté juive à 8 600 000 francs suisses, bien que Becher lui-même la chiffre à seulement 3 000 000 de francs suisses. Becher était motivé par sa croyance en la défaite finale de l’Allemagne nazie,.
Les personnes qui montent dans le train sont sélectionnées par un comité restreint, formé de Kasztner, Otto Komoly, et d’autres dirigeants juifs hongrois du conseil central des juifs hongrois,. Cette liste n’est pas établie librement par les membres du comité : alors qu’ils voulaient privilégier les enfants et les jeunes, Eichmann refuse, car il souhaite faire passer le transport pour un train de comploteurs sionistes. Pour cette raison, il est impossible aujourd’hui de reconstituer la façon dont les passagers ont été sélectionnés. En premier lieu, il y a de riches juifs, qui ont payé la rançon de l’ensemble des passagers ; des artistes, scientifiques et intellectuels ; des orphelins, des réfugiés de Slovaquie, de Pologne, de Yougoslavie ; mais aussi des personnes pour lesquelles on ne distingue aucun critère particulier. Parmi les passagers se trouve le rabbin antisioniste Joël Teitelbaum de la dynastie hassidique de Satmar ainsi que sa cour, quelques leaders du mouvement orthodoxe et néologue, des militants sionistes, Peter Munk, fondateur de Barrick Gold, leader mondial de la production d'or ainsi que des juifs fortunés, des amis et la famille de Kastner. Par la suite, Kastner s’est défendu de ce dernier choix en indiquant qu’il l’a fait pour convaincre les autres de la sûreté du convoi. Un total de 338 Juifs venaient du ghetto de Kolozsvár (la plupart proches de Kastner). Il y avait aussi des journalistes, des enseignants, des artistes, des infirmières, des femmes au foyer avec des enfants, des paysans, des petits entrepreneurs. La liste des déportés a aussi été modifiée par Wisliceny.
Le 25 mai, Wenia Pomerantz explique le projet à Moshé Shertok et David Ben Gourion. Le même jour, l’ambassadeur Steinhardt prévient le Département d'État. Shertok et Ben Gourion rencontrent le Haut-Commissaire britannique en Palestine le 5 juin, MacMichael, et lui parlent du projet, qu’il rejette.
Le 27 mai, Kasztner est arrêté par la police hongroise avec sa femme, Hansi Brand, Sholem Offenbach, trésorier de la Vaada, et son épouse. Hansi Brand est passée à tabac, restant alitée une semaine. Ils sont libérés le 2 juin, après intervention des SS.
En mai 1944, Kastner et beaucoup d'autres responsables juifs savent, après avoir reçu fin avril 1944, le rapport Vrba-Wetzler, que les Juifs sont envoyés à la mort. Ce rapport est communiqué aux responsables des organisations juives dans l'espoir que les Juifs hongrois soient avertis qu'ils sont envoyés dans des camps de la mort et non dans des camps de regroupement. Ce rapport n'est pas non plus rendu public par Kastner et les autres responsables de la communauté juive hongroise. C’est à peu près à cette période que des parachutistes juifs de Palestine, servant dans l’armée britannique, sont parachutés en Hongrie et rencontrent le comité d’aide. S’il est à peu près certain que les parachutistes sont dénoncés par leurs contacts hongrois, il est assuré que la réaction des membres du comité a été de leur demander de ne pas compromettre la réussite du sauvetage par le train, et de les laisser se débrouiller seuls. Yoel Palgi a même témoigné que, effrayé qu’ils puissent semer le trouble chez les Juifs, Kasztner lui aurait conseillé de se livrer à la Gestapo.
En particulier, le 3 mai 1944, lorsque Kastner se rend à Kolozsvár, douze jours avant le début des déportations, il omet d'informer la communauté juive, mis à part les notables à qui il offrait des places sur le train vers la Suisse, du sort qui les attend. Les nazis leur avaient fait croire qu'ils seraient « réinstallés » dans le camp de travail de Kenyérmező, un lieu fictif. Selon l'historien Maurice Kriegel :
« Ces notables [avertis par Kastner, lui-même venant d'un milieu différent des notables de la communauté juive hongroise] furent dès lors acculés à collaborer « objectivement » avec les nazis, puisque ceux-ci, par l'entremise de Kasztner, leur promettaient la vie sauve, à la condition formulée seulement de façon implicite mais sans qu'il y ait de doute sur le sens du marché, qu'ils diffusent des nouvelles rassurantes auprès du vaste public qui leur faisait confiance, endorment toute vigilance, et donnent la consigne d'obéir sans broncher aux ordres des autorités, hongroises ou allemandes. Opération de mystification répétée à plus grande échelle, lorsque la liste des passagers du train de la survie, dont le départ eut lieu effectivement le 30 juin 1944, fut élargie pour inclure non seulement les Juifs du ghetto de Kolozsvár, à l'origine pris en compte en priorité, mais les membres d'organisations juives de toutes sortes sur l'ensemble de la Hongrie (…) Et Kasztner n'oublia pas d'inscrire sa famille et ses amis sur la liste qui assurait le salut. »

## Le trajet du train Kasztner

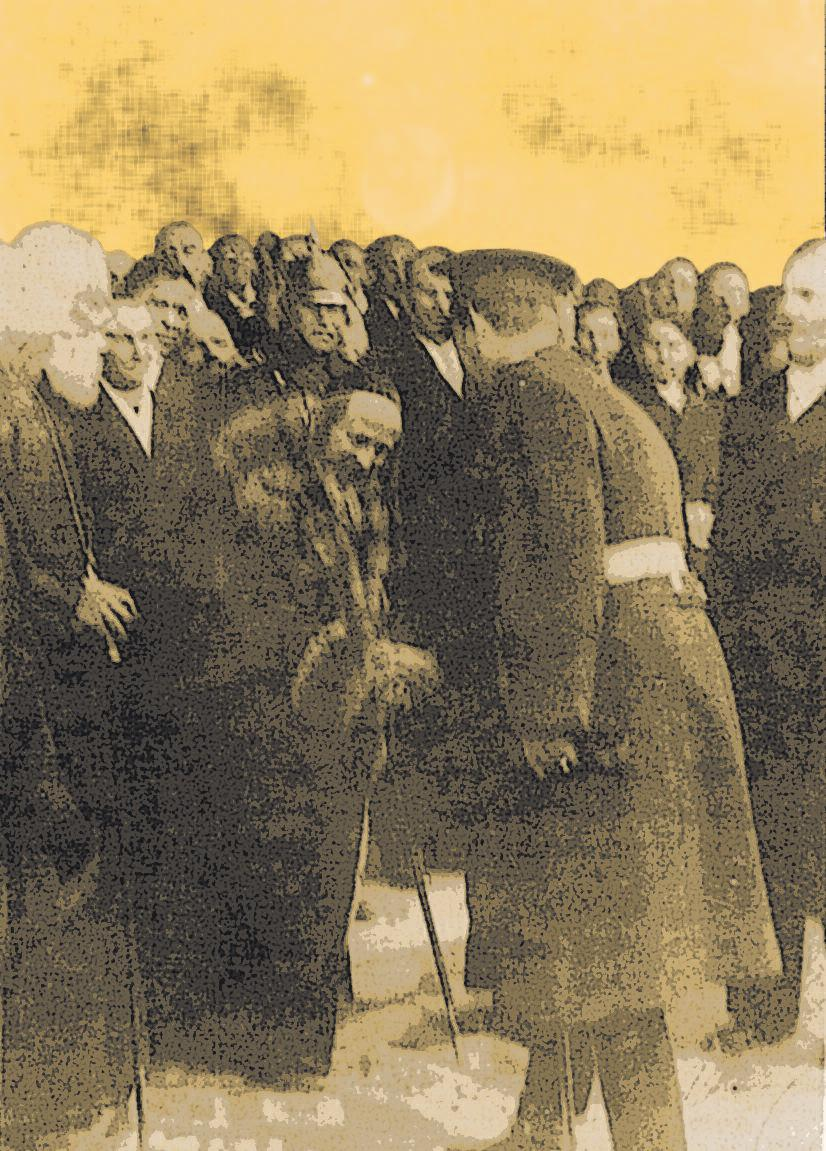
Le rabbin Joel Teitelbaum, un des rescapés du train Kasztner, ici en 1936.

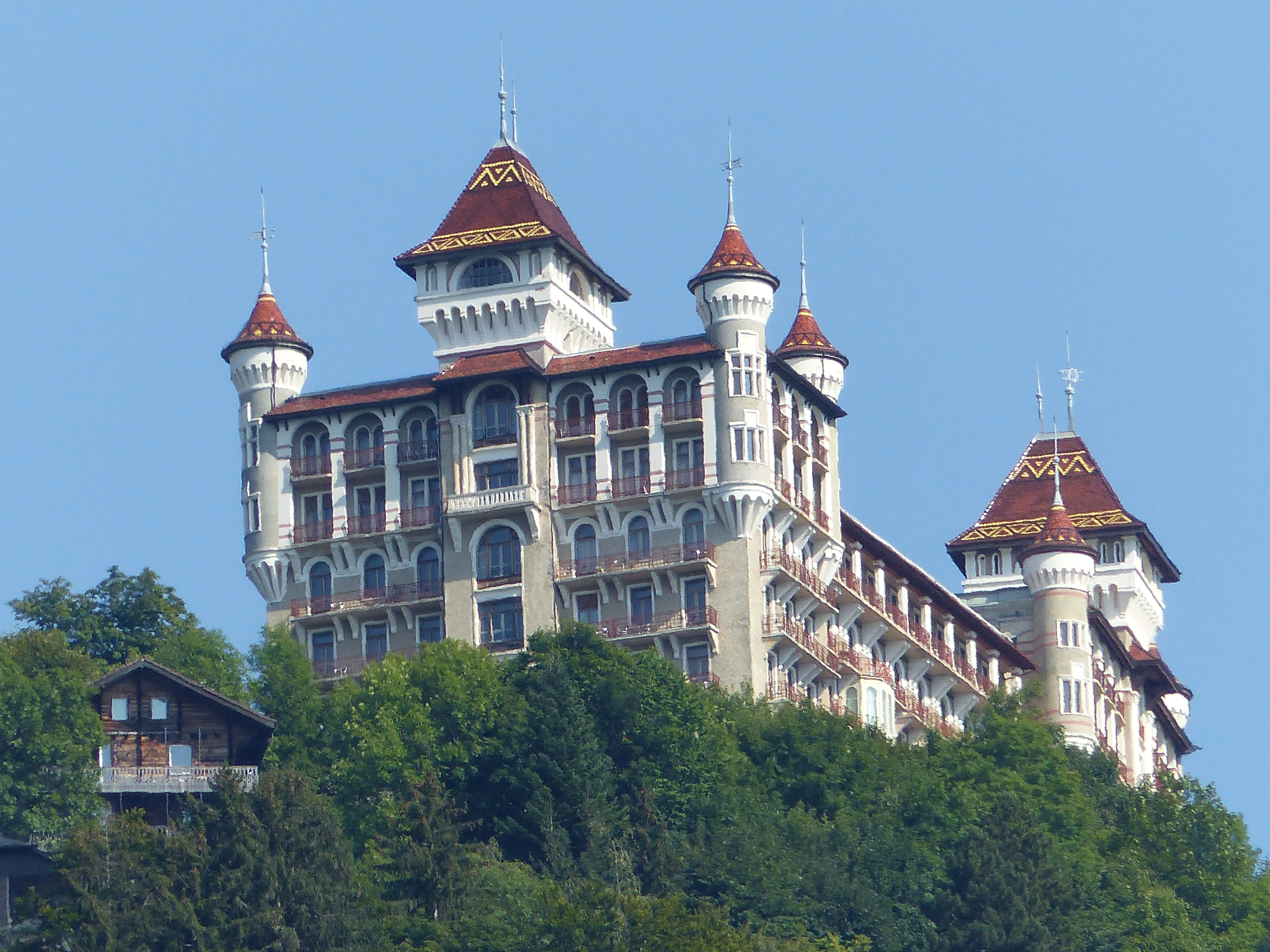
Le Caux-Palace, point d'arrivée des passagers du train Kasztner.

Le 10 juin 1944, 388 Juifs du ghetto de Kolozsvár (sur 18 000) embarquent dans un train pour Budapest. À cette date, tous les habitants du ghetto ont déjà été déportés. Ils sont enfermés dans un camp qui leur est réservé, dans la cour de l’institut Wechselmann pour les sourds.
Le 30 juin 1944, le train composé de 35 wagons à bestiaux part de nuit de Budapest avec un nombre de passagers inconnu, dépassant les 1700 ; un certain nombre d’entre eux ont sauté du train en marche, et on ne connait que le nombre de personnes arrivées à Bergen, 1684 ou 1 686 Juifs. Kranzler affirme lui que le train part de Budapest avec environ 1200 personnes, et qu’environ 500 détenus dans un camp de travail montent à bord ensuite. Les Juifs sont entassés à 70 par wagon, avec deux seaux : un pour boire, l’autre comme pot de chambre. Eichmann fait monter les enchères, et demande 250 tracteurs, dont 40 en acompte. Recha Sternbuch, en Suisse, se démène pour les trouver, mais ne reçoit pas d’aide du JDC.
Le train fait un arrêt de 4 jours à Mosonmagyarovar. Un autre arrêt a lieu à Linz où les transportés sont désinfectés, et où 50 femmes sont rasés par des fonctionnaires qui pensaient que le train allait à Auschwitz. Pendant le trajet, plusieurs rumeurs circulent, selon lesquelles le train serait dirigé sur Auspitz (ce que certains comprennent comme « Auschwitz »), ou que les déportés vont être gazés en route. Contrairement à la parole donnée à Kastner, le train est dirigé vers le camp de Bergen-Belsen, où il arrive le 8 ou le 9 juillet, dans la lande de Lunebourg. Ainsi, Eichmann conservait des otages pour forcer Kasztner à garder le secret. Les passagers furent gardés pendant quelques semaines dans une section spéciale du camp de concentration, Ungarnlager (le camp des Hongrois) ou Bevorzugtenlager (camp des privilégiés). Selon Ladislaus Löb, qui avait onze ans à l’époque, les conditions n’étaient cependant pas idylliques : les Juifs de Kastner ont été entassés à 140 par baraquement, baraquements infestés de poux et de punaises de lit ; sous-alimentés, ils souffrent tous de maladies diverses et variées ; ils sont aussi soumis à l’appel et recomptage quotidien, qui peut durer des heures, quel que soit le temps.
Ce train est aussi surnommé l’arche de Noé ; les nazis nommaient ce groupe « noyau biologique juif ».
Recha Sternbuch réussit finalement à fournir 10 tracteurs aux nazis, ce qui permet qu’en août, 318 enfants soient admis à partir pour la Suisse, pays resté neutre. En décembre 1944, le reste des passagers (certains sont morts entre-temps), mis à part 17 qui furent contraints de rester à Bergen-Belsen sous différents prétextes, est transporté en train pour la Suisse, voyage qui dure trois jours. La frontière est traversée à St-Margrethen près du lac de Constance, et les passagers du second train sont provisoirement hébergés dans des baraquements près de Saint-Gall. Les passagers du « train Kastner » sont ensuite accueillis en Suisse dans deux hôtels de luxe en déshérence, Caux-Palace, situé au-dessus de Montreux, qui avait accueilli jusque-là surtout des aviateurs anglais et américains évadés de camps de prisonniers. Pendant cette période, Kastner fait de nombreux allers et retours en Suisse, en liaison avec l’American Jewish Joint Distribution Committee (JDC) : mais pour Eichmann, l’argent ne remplace pas les camions, et les négociations se tendent. Kastner continue son bluff pendant cette période,.
Après la guerre, 700 des Juifs de Kastner rejoignent la Palestine mandataire, d’autres retournent en Hongrie, certains restent en Suisse.
La liste des passagers comprenait effectivement quelques centaines d’habitants de Kolozsvár, dont quelques douzaines de proches, dont la mère, l’épouse et le frère de Kasztner.
Le 18 juillet, la gendarmerie hongroise arrête Kastner. Il est emprisonné 9 jours.
Le 21 août, Kastner rencontre pour la première fois Saly Mayer, du JDC, sur un pont entre l’Autriche et la Suisse, avec Kurt Becher. C’est à ce moment que les 318 premiers juifs du premier train Kasztner sont transportés en Suisse à partir de camp de Bergen-Belsen. Plus de 1300 personnes du train Kasztner restent dans le camp de concentration. D’autres rencontres ont lieu du 3 au 5 septembre, entre Mayer, Kasztner et des représentants de Becher, puis le 28 septembre.
Début novembre, il y a une autre série de rencontres avec Saly Mayer, Becher et Roswell McClelland, à Saint-Gall et Zurich. Kastner rencontre ensuite Himmler à Budapest le 26. Finalement il part pour la Suisse le 28, avant de rencontrer une nouvelle fois Mayer le 5 décembre, à la frontière. Et ce n’est qu’après cette rencontre que, le 7, le deuxième train Kastner entre en Suisse. Kastner retourne ensuite à Vienne rencontrer Wisliceny le 9 janvier 1945, et participe à une nouvelle réunion entre Mayer, Becher et un autre SS à la frontière suisse le 11 février.
Kastner a négocié avec Adolf Eichmann, officier SS allemand responsable de la déportation des juifs de Hongrie vers Auschwitz en Pologne occupée, pour obtenir la libération de quelque 1 700 personnes juives moyennant de l'or, des diamants et de l'argent liquide. Outre le comité d'aide, le bureau de l’Information (Tajekoztato Iroda) du judenrat participa à l'organisation du transport. Eichmann proposait initialement de faire convoyer le train vers l’Espagne, et demandait une forte somme (le chiffre de deux millions de dollars est avancé). Tous ceux qui peuvent payer leur siège sont mis à contributions : des Juifs fortunés, convertis au christianisme, et 80 personnalités orthodoxes, comme Joel Teitelbaum, paient pour eux et pour les autres. Les 150 passagers les plus riches du convoi ont payé 1 500 $ chacun pour financer leur évacuation, à la fois pour eux-mêmes et pour les autres (soit l'équivalent de 22 000 $ en 2020).
En mai 1944, Kastner et beaucoup d'autres responsables juifs savent, après avoir reçu fin avril 1944, le rapport Vrba-Wetzler, que les Juifs sont envoyés à la mort. Ce rapport est communiqué aux responsables des organisations juives dans l'espoir que les Juifs hongrois soient avertis qu'ils sont envoyés dans des camps de la mort et non dans des camps de regroupement. Ce rapport n'est pas non plus rendu public par Kastner et les autres responsables de la communauté juive hongroise. C’est à peu près à cette période que des parachutistes juifs de Palestine, servant dans l’armée britannique, sont parachutés en Hongrie et rencontrent le comité d’aide. S’il est à peu près certain que les parachutistes sont dénoncés par leurs contacts hongrois, il est assuré que la réaction des membres du comité a été de leur demander de ne pas compromettre la réussite du sauvetage par le train, et de les laisser se débrouiller seuls. Yoel Palgi a même témoigné que, effrayé qu’ils puissent semer le trouble chez les Juifs, Kasztner lui aurait conseillé de se livrer à la Gestapo.
En particulier, le 3 mai 1944, lorsque Kastner se rend à Kolozsvár, douze jours avant le début des déportations, il omet d'informer la communauté juive, mis à part les notables à qui il offrait des places sur le train vers la Suisse, du sort qui les attend. Les nazis leur avaient fait croire qu'ils seraient « réinstallés » dans le camp de travail de Kenyérmező, un lieu fictif. Selon l'historien Maurice Kriegel :
« Ces notables [avertis par Kastner, lui-même venant d'un milieu différent des notables de la communauté juive hongroise] furent dès lors acculés à collaborer « objectivement » avec les nazis, puisque ceux-ci, par l'entremise de Kasztner, leur promettaient la vie sauve, à la condition formulée seulement de façon implicite mais sans qu'il y ait de doute sur le sens du marché, qu'ils diffusent des nouvelles rassurantes auprès du vaste public qui leur faisait confiance, endorment toute vigilance, et donnent la consigne d'obéir sans broncher aux ordres des autorités, hongroises ou allemandes. Opération de mystification répétée à plus grande échelle, lorsque la liste des passagers du train de la survie, dont le départ eut lieu effectivement le 30 juin 1944, fut élargie pour inclure non seulement les Juifs du ghetto de Kolozsvár, à l'origine pris en compte en priorité, mais les membres d'organisations juives de toutes sortes sur l'ensemble de la Hongrie (…) Et Kasztner n'oublia pas d'inscrire sa famille et ses amis sur la liste qui assurait le salut. »
Le convoi est organisé alors que les déportations, en mai et juin 1944, conduisent 437 000 Hongrois juifs vers Auschwitz ; les trois quarts d'entre eux sont exécutés. Les passagers sont issus de milieux sociaux divers et comptent 273 enfants, dont de nombreux orphelins. Les 150 passagers les plus riches du convoi ont payé 1 500 $ chacun pour financer leur évacuation, à la fois pour eux-mêmes et pour les autres (soit l'équivalent de 22 000 $ en 2020).
Une plaque à Caux rappelle l'accueil donné aux Juifs du train en 1944 par la Suisse, ainsi que ceux qui ont été refoulés.

## Suites
Certains SS en cause dans cette affaire ont été jugés, le plus célèbre étant Adolf Eichmann ; Kurt Becher échappa à toute peine grâce au témoignage de Rudolf Kastner.
L’ambiguïté du procédé poursuivit Kastner dès la fin de la guerre, où des survivants de la Shoah, des Juifs ayant perdu des membres de leur famille, mais aussi des leaders juifs lui reprochant d’avoir usurpé leur pouvoir, lui demandèrent des comptes sur les négociations dès le congrès juif mondial de 1945. Émigré en Israël, Kastner fut dénoncé comme collaborateur des nazis par Malchiel Gruenwald, ce qui donna lieu au procès Kastner en 1954-1955. Kastner est assassiné en 1957.

### Documentation
- Marie-Noëlle Tranchant, « La liste de Kasztner, 1685 juifs sauvés », Le Figaro,‎ 30 mars 2012 (lire en ligne).
- Bauer, Yehuda (1994). Jews for Sale? Nazi-Jewish Negotiations, 1933–1945. Yale University Press.
- Braham, Randolph (2004). "Rescue Operations in Hungary: Myths and Realities", East European Quarterly, 38(2): p. 173–203.
- Cohen, Boaz (2010). "The Holocaust in Israel's Public Square", in Peter Hayes (historien (en) and John K. Roth (en) (eds.). The Oxford Handbook of Holocaust Studies. Oxford University Press.
- Hilberg, Raul (2003) [1961]. The Destruction of the European Jews. Yale University Press.
- Kárný, Miroslav (en) (1998) [1994]. "The Vrba and Wetzler report", in Michael Berenbaum and Yisrael Gutman (eds.). Anatomy of the Auschwitz Death Camp. Indiana University Press.
- Kastner, Rudolf (1945). Der Bericht des jüdischen Rettungskomitees aus Budapest 1942-1945. Vaadat Ezra Vö-Hazalah Bö-Budapest (translated by Egon Mayer as The Report of the Jewish Rescue Committee 1942-1945, Center for Jewish Studies).
- Löb, Ladislaus (2009). Rezso Kasztner. The Daring Rescue of Hungarian Jews: A Survivor's Account. Random House/Pimlico; first published as Dealing with Satan: Rezso Kasztner's Daring Rescue Mission (2008). Jonathan Cape.
- Maoz, Asher (2000). "Historical Adjudication: Courts of Law, Commissions of Inquiry, and 'Historical Truth'", Law and History Review, Volume 18, Number 3, Fall.
- Porter, Anna (en) (2007). Kastner's Train. Douglas & MacIntyre.
- Reisz, Matthew (28 February 2008). "A tainted saviour?", Times Higher Education.
- Time magazine (11 July 1955). "On Trial"
- Time magazine (27 January 1958). "Exoneration of Dr. Kastner".
- Vrba, Rudolf (2002). I Escaped from Auschwitz. Barricade Books.
- Weitz, Yechiam (en) (1996). "The Holocaust on Trial: The Impact of the Kasztner and Eichmann Trials on Israeli Society", Israel Studies 1(2), p. 1–26.